# Harald II de Dinamarca
Harald II de Dinamarca (992 - 1018) fou rei de Dinamarca de 1014 a 1018.
Harald Svendsen era el fill gran del rei Sven I Tveskæg i de Sígrid de Polònia. Quan aquest va emprendre l'expedició de conquesta d'Anglaterra l'any 1012, Harald va ésser nomenat regent (jarl) del regne de Dinamarca. El seu pare moriria en campanya el 3 de febrer de 1014 i ell ascendiria al tron. Mentrestant, el seu germà petit Canut acabaria amb la resistència dels anglesos i es proclamaria rei d'Anglaterra, el 1017.
Només un any més tard, el 1018, Harald moriria sense descendència i seria succeït pel seu germà Canut II de Dinamarca.